# 1813 Imhotep
1813 Imhotep este un asteroid din centura principală, descoperit pe 17 octombrie 1960, de PLS.